# Mustii
Pour les articles homonymes, voir Mustin.
Thomas Mustin, dit Mustii, né le 21 novembre 1990 à Bruxelles, est un chanteur, auteur, compositeur, acteur et metteur en scène belge.
Il est principalement connu pour son  interprétation du duc de Condé dans le film L'Échange des princesses pour lequel il reçoit un Magritte du meilleur espoir masculin en 2019, pour avoir incarné Patrick Dils dans le téléfilm Je voulais juste rentrer chez moi et pour ses rôles dans les séries télévisées La Trêve et Unité 42.
Depuis 2023, il est juré de l'émission de téléréalité Drag Race Belgique.
Il représente la Belgique au Concours Eurovision de la chanson 2024 avec le titre Before the Party's Over mais est éliminé en demi-finale.

## Biographie

### Enfance et études
Thomas Mustin nait à Bruxelles le 21 novembre 1990.
Il termine ses études en section théâtre à l’Institut des arts de diffusion (Louvain-la-Neuve) en 2012. 

### Acteur et metteur en scène
Il se met à tourner pour la télévision et apparaît tout d'abord dans la série belge À tort ou à raison réalisée par Alain Brunard et diffusée sur RTBF et France 3. Il interprète également Benvolio au théâtre dans une tournée de plus d’un an et demi en France et en Belgique, dans Roméo et Juliette mis en scène par Yves Beaunesne. La pièce a notamment fait l’ouverture du nouveau Théâtre de Liège.
Il se lance ensuite dans la mise en scène de la pièce Débris de Dennis Kelly, jouée en novembre et décembre 2014 aux Riches-Claires à Bruxelles.
Début 2015, il participe à la reprise du spectacle L'Auberge du Cheval-Blanc, mis en scène par Dominique Serron au Palais des beaux-arts de Charleroi et à l’Opéra royal de Wallonie. Il tourne ensuite dans deux films et une série télévisée : il joue d'abord aux côtés de Romain Duris et Gustave Kervern dans Un petit boulot réalisé par Pascal Chaumeil, ensuite, il tourne aux côtés de Fabrizio Rongione dans Les Survivants, réalisé par Luc Jabon, enfin il joue le rôle de Kevin dans la série télévisée belge La Trêve, réalisée par Matthieu Donck et diffusée sur la RTBF en 2016. La série a connu un grand succès en Belgique et est également diffusée sur France 2, sur la VRT et sur RTS.
En 2017, il incarne Patrick Dils dans le téléfilm français Je voulais juste rentrer chez moi qui relate l'affaire du double meurtre de Montigny-lès-Metz survenu en 1986. La fiction est réalisée par Yves Rénier, qui joue également dedans. Les parents de Patrick Dils sont interprétés par Mathilde Seigner et Jean-Claude Leguay.
Le 2 février 2019, il reçoit le Magritte du meilleur espoir masculin du cinéma belge. Il est nommé la même année pour le Prix de la critique dans la catégorie Espoir masculin dans Hamlet de William Shakespeare, mise en scène et adaptation d’Emmanuel Dekoninck,,.

### Chanteur et musicien
Mustii, alias Thomas Mustin est également chanteur et musicien et compte parmi ses influences musicales David Bowie, Florence and the Machine, Grace Jones, Frank Sinatra, Iggy Pop, Depeche Mode et bien d'autres[réf. nécessaire]. En 2014, il signe un contrat avec le label de Kid Noize Black Gizah Record. Son premier single, The Golden Age, est rapidement diffusé sur de nombreuses radios belges en Flandre et en Wallonie (Pure FM, VivaCité, Q-music, Radio Contact, Chérie FM, NRJ, Nostalgie...). Mustii ouvre ensuite Les Nuits du Soir 2015, le 17 septembre au Botanique à Bruxelles.
Le 21 novembre 2015, il effectue la première partie du concert d'Alice on the Roof à la Rockhal (Luxembourg).
Le 11 février 2016, il donne un concert à la Rotonde du Botanique pour la sortie de son premier EP The Darkest Night. Son été 2016 est chargé : Brussels Summer Festival, Fête de l'Iris et bien d'autres. Puis, il entame une tournée des festivals belges. Les festivaliers ont notamment pu le découvrir sur scène aux Francofolies de Spa, aux Ardentes, à Ronquières, à l'Incrock, à la Semo, aux Solidarités, etc. Cette même année, il accompagne Kid Noize pour trois duos sur son album Dream Culture : Ocean, Dark et Do You Know. Ce dernier titre sort en single.
Le 21 octobre 2016, il donne son premier concert, qui lui est entièrement consacré, au Cirque Royal à Bruxelles. Hydrogen Sea, groupe flamand, assure sa première partie. De nombreux médias belges saluent alors sa prestation au Cirque Royal et soulignent « son charisme sur scène, sa voix puissante, sa spontanéité et son contact avec le public ».
En décembre 2016, il est nommé six fois aux D6bels Music Awards dans les catégories suivantes : Artiste solo masculin, concert, Artiste/groupe Pure FM, révélation, clip vidéo et auteur-compositeur. Il repart avec le trophée de la Révélation de l'année.
En 2021, il apparaît sur le titre What About Ecosystem? du groupe de rock russe Mumiy Troll.
De février à avril 2023, il est le juré principal de l'émission Drag Race Belgique,. À cette occasion, il évoque son coming out. Il monte sur la scène de la demi finale de The Dancer — adaptation en Belgique francophone de The Greatest Dancer (en) — sur son titre Shame accompagné par les dix candidates de Drag Race Belgique,.
Le 30 août 2023, il est annoncé comme représentant de la Belgique à l'Eurovision 2024, qui se déroule à Malmö (Suède) en mai,, ,. Son titre Before The Party's Over est dévoilé le 19 février 2024[réf. nécessaire]. Il est éliminé lors de la deuxième demi-finale du 9 mai.

## Filmographie

### Cinéma

#### Longs métrages
- 2016 : Les Survivants de Luc Jabon : Rémy[28]
- 2016 : Un petit boulot de Pascal Chaumeil : Mulot[29]
- 2016 : Grave de Julia Ducournau : le chef du Bureau des étudiants[30]
- 2016 : Good Favour de Rebecca Daly : Frank[31]
- 2017 : L'Échange des princesses de Marc Dugain : le duc de Condé[32]
- 2018 : Emma Peeters de Nicole Palo : Bob
- 2018 : Plein la vue de Philippe Lyon : Jordan
- 2018 : Play or die de Jacques Kluger : Jablowski
- 2019 : Premier de la classe de Stéphane Ben Lahcene : Blondin
- 2022 : Vous n'aurez pas ma haine de Kilian Riedhof : Alexandre
- 2024 : La nuit se traîne de Michiel Blanchart : Rémy

#### Courts métrages
- 2018 : Lenny à quatre épingles de Jeremy Puffet : Lenny
- 2023 : Beyond the Sea de Hippolyte Leibovici : Thomas

### Télévision

#### Séries et téléfilms
- 2012 : À tort ou à raison (saison 2) d'Alain Brunard : Daniel[2]
- 2014 : Biblio-Jack, mini-série de Richard Gérard : Colibri
- 2015 : La Trêve (saison 1) de Matthieu Donck : Kévin Fischer[28]
- 2016 : Zone Blanche (série télévisée) : Alexis Petour[4]
- 2017 : Je voulais juste rentrer chez moi, téléfilm d'Yves Rénier : Patrick Dils
- 2019 : Unité 42 (saison 2, épisode 5) : Fabien Braxe
- 2021 : L'Île aux 30 cercueils, série de Frédéric Mermoud : Rémy
- 2026 : Les Aventurières de Léa Fazer

#### Émissions
- Depuis 2023 : Drag Race Belgique : juré
- 2024 : Concours Eurovision de la chanson 2024 : représentant de la Belgique

## Théâtre
- 2012 : assistant à la mise en scène de Combat avec l'ombre d'Henry Bauchau, mise en scène de Frédéric Dussenne
- 2013-2014 : Roméo et Juliette de William Shakespeare, mise en scène d'Yves Beaunesne : Benvolio
- 2014 : mise en scène de Débris de Dennis Kelly
- 2019-2020 : Hamlet de William Shakespeare

## Discographie

### EP
- 2016 : The Darkest Night

### Albums
- 2018 : 21st Century Boy
- 2021 : It's Happening Now

### Singles
- 2014 : The Golden Age
- 2015 : Feed Me
- 2018 : 21st Century Boy
- 2018 : What A Day
- 2019 : Blind
- 2020 : Time Is Up duo avec BRUT
- 2021 : Alien
- 2022 : Skyline

### Albums
| 2018 | 21st Century Boy   | 5 |
| 2021 | It's Happening Now | 4 |

### Singles
| Année | Titre                      | Classement | Album              |
| Année | Titre                      | Wallonie   | Album              |
| ----- | -------------------------- | ---------- | ------------------ |
| 2015  | The Golden Age,            | 16 (Tip)   | The Darkest Night  |
| 2015  | Feed Me                    | 21 (Tip)   | The Darkest Night  |
| 2018  | 21st Century Boy           | 9          | 21st Century Boy   |
| 2019  | What A Day,                | 24         | 21st Century Boy   |
| 2019  | Blind                      | 11         | 21st Century Boy   |
| 2020  | Time Is Up (Brut x Mustii) | (Tip)      | Single uniquement  |
| 2021  | Alien                      | —          | It's Happening Now |
| 2022  | Skyline                    | 17         | It's Happening Now |

## Concerts

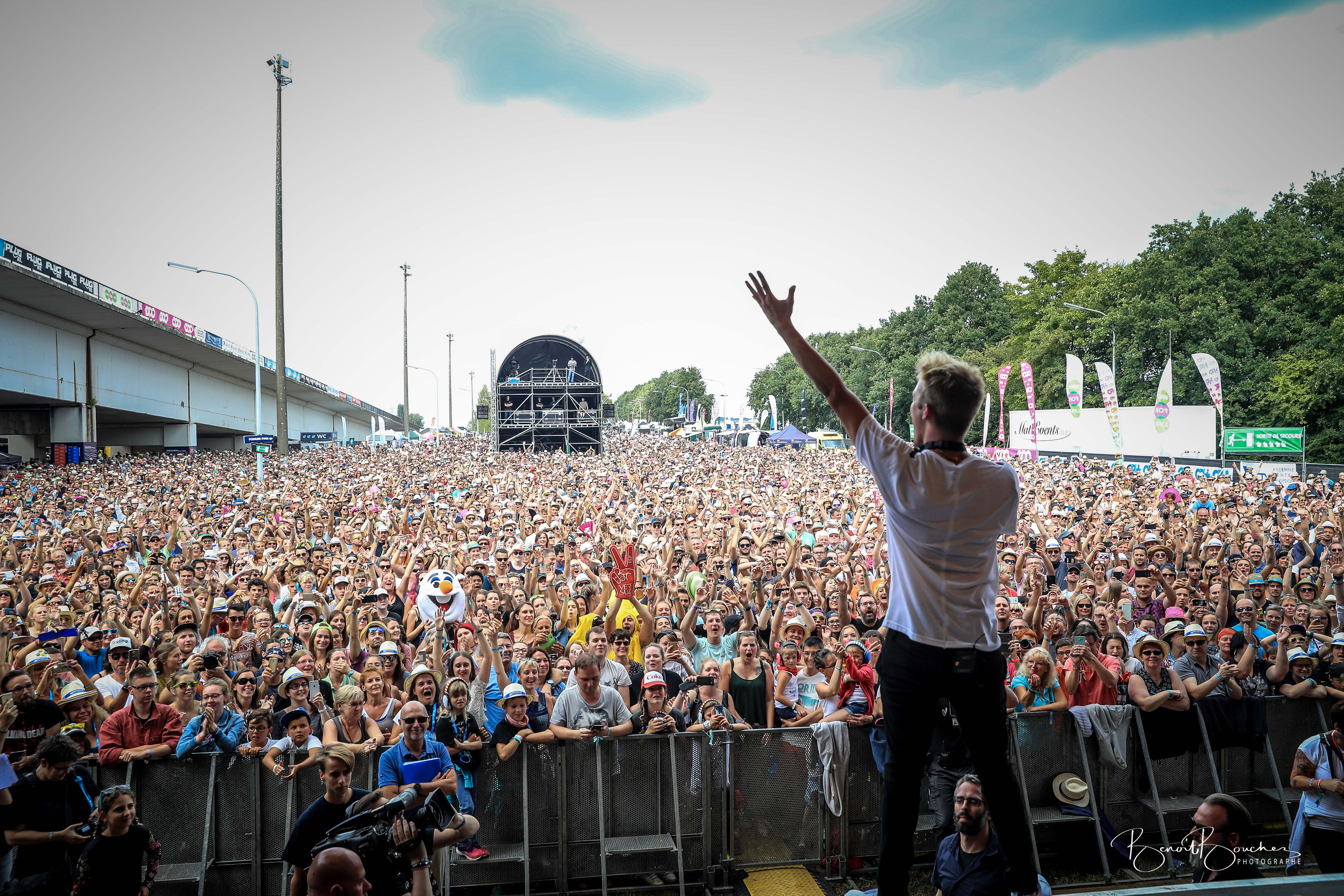
Mustii sur la scène du Ronquières Festival 2017.

Depuis 2016, Mustii a donné plus de 70 concerts, dont les plus grands festivals, parmi lesquels :

### 2016
- février : Botanique – Bruxelles
- avril : Inc’rock – Incourt
- mai : Fête de l’Iris – Bruxelles
- juin : Fête de la musique – Nivelles, Wacolor – Wavre
- juillet : Lasemo Festival – Enghien, Summer Mons Festival – Mons, Les Ardentes – Liège, Les Francofolies 2016 – Spa
- août : BSF-Brussels Summer Festival – Bruxelles, Ronquières Festival – Ronquières, Scène sur Sambre – Thuin, Les Solidarités – Namur
- septembre : Wardin Rock – Wardin
- octobre : Cirque Royal – Bruxelles
- décembre : Country Hall – Liège

### 2017
- janvier : Eurosonic – Groningue, Pays-Bas
- mars : Rockhal – Esch-sur-Alzette, G-D Luxembourg, Cirque Royal – Bruxelles
- avril : Eden – Charleroi, Reflektor – Liège, Inc’rock – Incourt
- mai : Lotto Mons Expo – Mons
- juillet : Baudet’stival – Bertrix, Les Francofolies 2017 – Spa
- août : Ronquières Festival – Ronquières
- septembre : Yes2dayland – Remouchamps, Appelpop - Tiel, Pays-Bas, Fêtes de Wallonie – Charleroi, Fêtes de Wallonie – Namur

### 2018
- septembre : Fly Away Festival – Napitia , Italie
- octobre : Album release à l'Ancienne Belgique (Box) - Bruxelles, Entrepot - Arlon, Eden - Charleroi
- novembre : D6bels On Stage (RTBF) - Louvain-la-Neuve, Palace - La Louvière, Reflektor - Liège
- décembre : Viva for Life (RTBF) - Nivelles

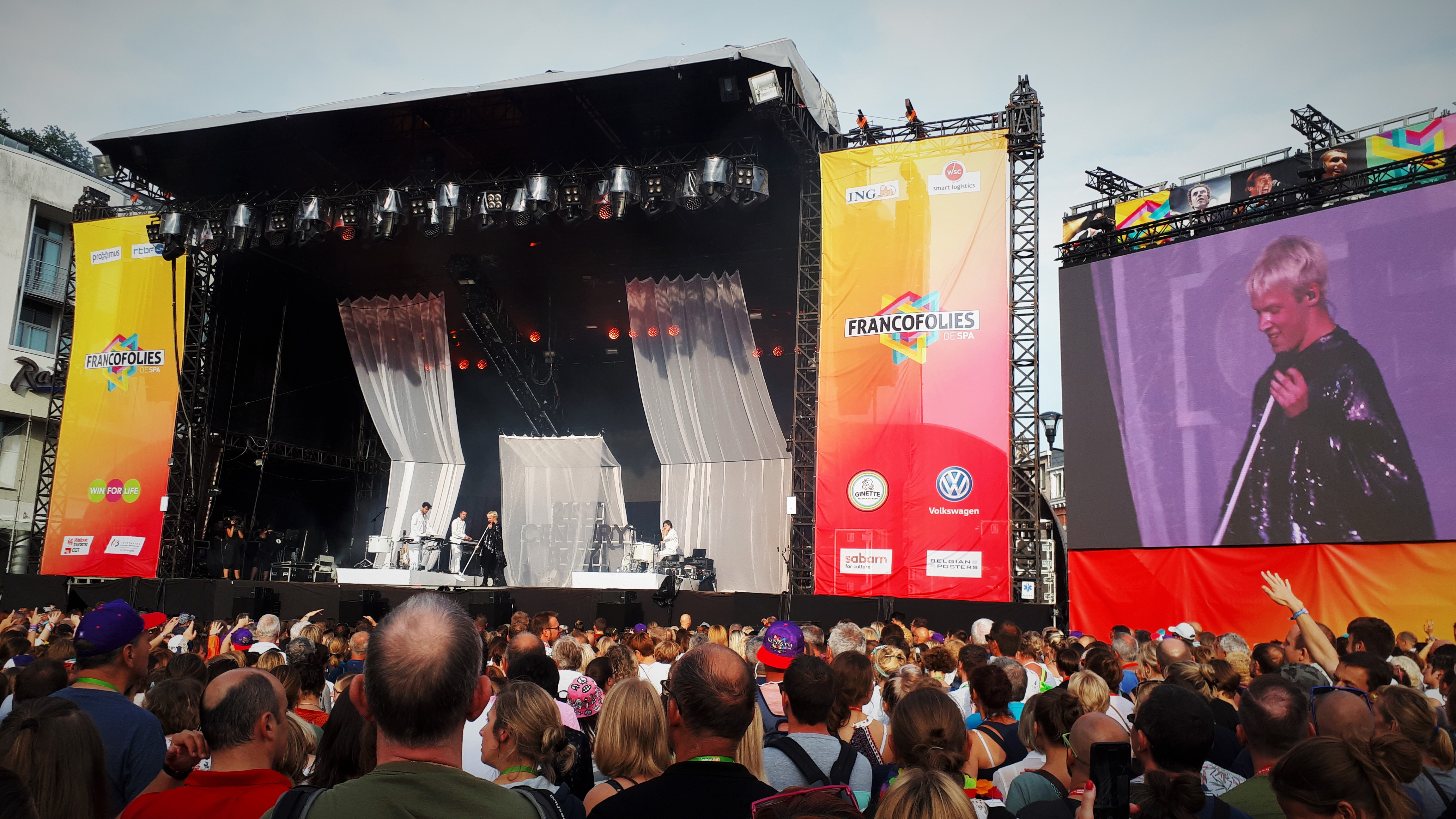
Mustii sur la grande scène Pierre Rapsat aux Francofolies de Spa 2019.

### 2019
- février : Ancienne Belgique (grande salle) -Bruxelles
- avril : Botanique (Orangerie) – Bruxelles
- juillet : Baudet’stival – Bertrix, Les Francofolies 2019 (Scène principale Pierre Rapsat) – Spa
- août : Ronquières Festival – Ronquières, BSF-Brussels Summer Festival – Bruxelles, Les Solidarités – Namur
- septembre : Abbaye de Villers-la-Ville, Fly Away Festival - Gregolimano, Grèce
- octobre : Caserne Fonck – Liège
- novembre : Cirque Royal (Les nuits du Soir) - Bruxelles
- décembre : Salle Victor Jara- Soignies

### 2022
- juin : Ancienne Belgique - Bruxelles
- juin : Caserne Fonck – Liège
- juillet : Les Francofolies 2022 (Scène Proximus) – Spa
- 28 août : scène sur Sambre (abbaye d'Aulne, Thuin)
- septembre : Delta - Namur

## Récompenses et nominations
- 2019 : Magritte du meilleur espoir masculin pour L'Échange des princesses